# Haïdra

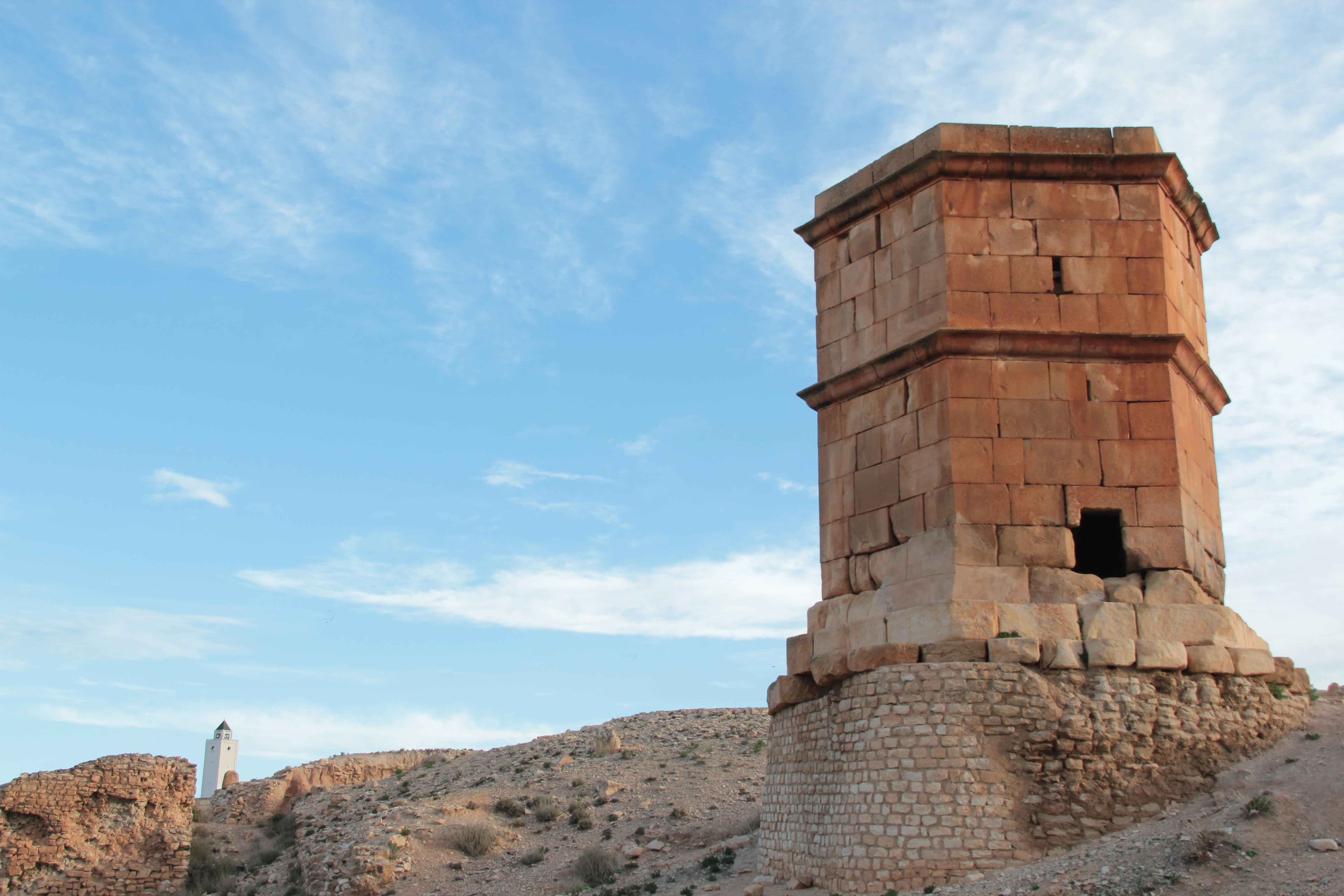
Mausoléu hexagonal

Haïdra (em árabe: حيدرة), Hidra ou Haydrah é uma vila e município no interior ocidental da Tunísia, que faz parte da província de Kasserine e em 2004 tinha 8 888 habitantes. No mesmo ano, a delegação de Haïdra tinha 8 716 habitantes.
Chamada Amedara (Ammaedara) ou Ad Medera na Antiguidade, foi uma das mais antigas cidades fundadas pelos romanos em África. Atualmente encontra-se 8 km a leste da fronteira com a Argélia, 40 km a nordeste da cidade argelina de Tébessa (antiga Teveste), 65 km a noroeste de Kasserine, 87 km a noroeste de Sbeitla (antiga Sufétula) e 250 km a sudoeste de Tunes.

## História
Amedara foi fundada no século I a.C. na fronteira entre os vales e os territórios das tribos berberes. Ali se instalou a Legio III Augusta durante o reino de Augusto (r. 27 a.C.–14 d.C.), que antes de ser transferida para Teveste durante o reinado de Vespasiano (r. 69–79). Nessa altura foram instalados veteranos  na cidade, que obteve o estatuto de colónia (Colônia Flávia Augusta Emérita Amedara) em 75.
A criação duma colónia nessa parte da África Proconsular permitia controlar as rotas que passavam pelos territórios percorridos pelos musulâmios. Ao tornar-se um verdadeiro nó rodoviário no importante eixo que ligava Cartago a Teveste, a cidade desenvolveu-se rapidamente e dotou-se de numerosos monumentos, nomeadamente um arco do triunfo dedicado ao imperador Septímio Severo (r. 193–211).
Quando o cristianismo se desenvolve, passa a ter um bispo a partir 258. A cidade foi palco de divisões entre católicos e donatistas em 411, quando chegou a haver dois bispos, um para cada fação. Atualmente, além do arco do triunfo, são visíveis as ruínas de mausoléus, fortes bizantinos, termas subterrâneas e de uma igreja.

## Monumentos do sítio arqueológico

### Arco de Septímio Severo
O arco dedicado a Septímio Severo está muito bem conservado graças a uma muralha existente nas suas faces anteriores e posteriores, construída na época bizantina, que o transformaram num bastião com fins defensivos. O monumento é composto por um arco com cerca de seis metros de abertura com dois jambas maciços.
Cada uma das faces é precedida de cada lado por duas colunas coríntias lisas, com capitéis de folhas de acanto que suportam um entablamento cuja arquitrave é finamente decorada. O friso comporta um cartucho no interior do qual está gravada a dedicatória que menciona que o monumento foi construído em 195, durante o reinado de Septímio Severo.

### Basílicas
A basílica dita de Cândido mede cerca de 37 por 16 metros e tem duas portas laterais. É composta por uma abside de 5,5 por 6 metros a oriente (elevada em relação ao solo), uma nave com duas colunas em cada lado da entrada, um quadratum populi com 16 metros de comprimento ao centro (dividido em três naves por duas filas de colunas e pavimentado com mosaicos) e de três divisões a ocidente, um central de forma quadrada, correspondente a uma capela dos mártires cujo acesso é feito por três degraus emoldurados por dois cipos. Ao centro desta divisão há uma cerca em volta de um mosaico com uma inscrição com uma dedicatória com duas listas de nomes de mártires.
A basílica dita de Meleu forma um retângulo de 40 por 15 metros ao qual se acede por três portas abertas na fachada principal, que dão para três naves separadas por colunas coríntias. A nave central é mais larga do que as laterais. Nas extremidades ocidental e oriental há dois coros a que se segue uma abside abobadada à qual se acede por quatro degraus.
A basílica da cidadela mede 23 por 13 metros e é composta por um vestíbulo que dá acesso a uma porta central. Tem três naves separadas por duas filas de colunas em cinco tramos, em que os dois últimos comportam um altar instalado sobre um estrado. A nave central é rematada por uma abside sobrelevada.

### Necrópoles

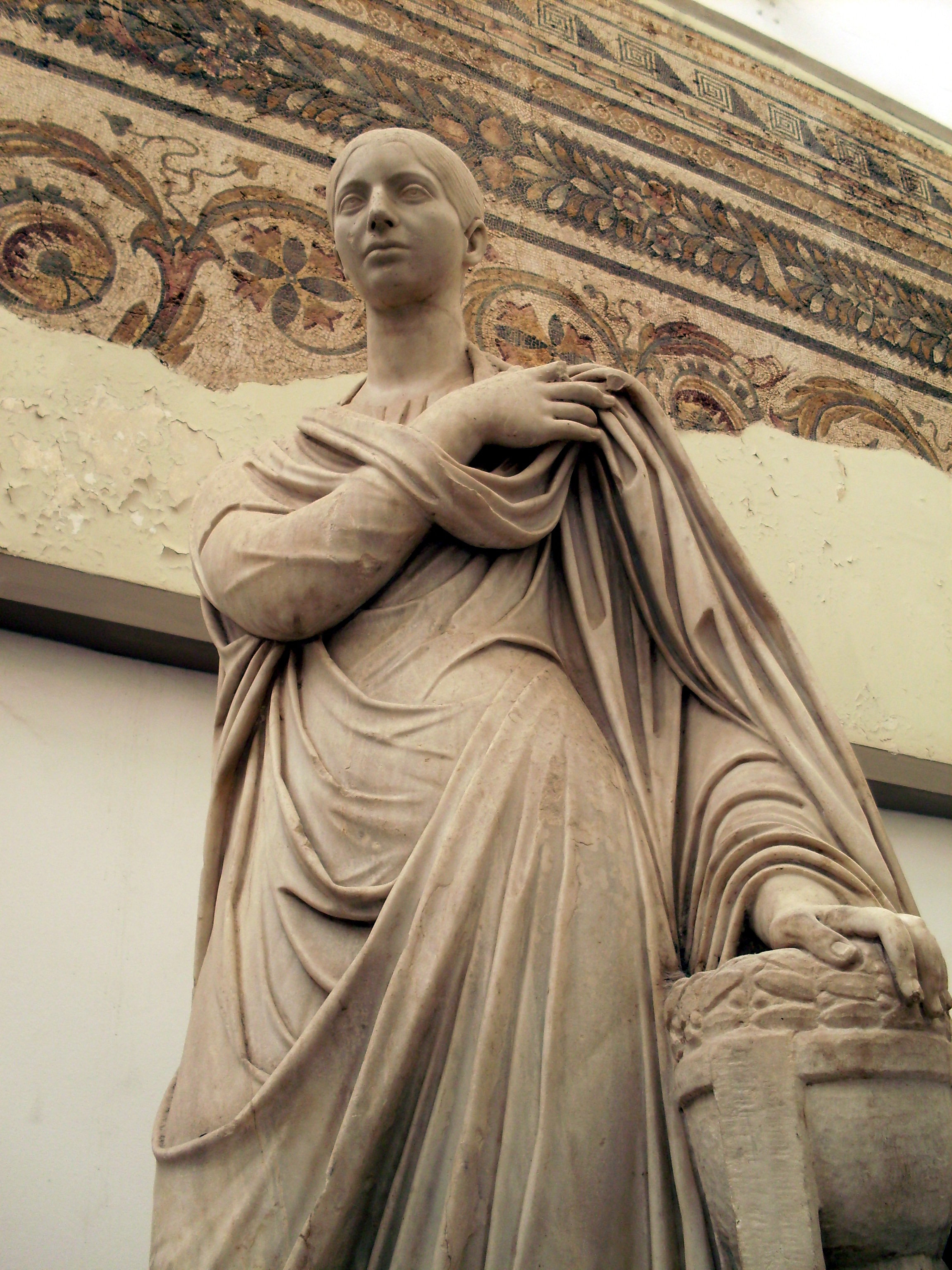
Estátua de uma defunta de nome Crepereia Inula encontrada em Haïdra, atualmente no Museu Nacional do Bardo, em Tunes

As necrópoles romanas rodeiam quase todo o perímetro da cidade e sofreram muitas alterações, nomeadamente durante o período cristão, durante o qual as pedras funerárias foram usadas na construção de igrejas.
Os epitáfios permitiram reconhecer a origem dos legionários — italianos, gauleses e africanos — bem como os seus nomes, idades e as suas carreiras no exército. Os monumentos encontrados, onde estavam estes epitáfios, são estelas, cipos e caixões. Os túmulos mais antigos são de cremações; a inumação apareceu mais tarde, primeiro nas classes mais abastadas e depois também nas classes mais baixas.
Os três mausoléus melhor conservados são de formas diferentes. Um deles é quadrado e repousa sobre um envasamento com três degraus e está rodeado de pilastras caneladas. Outro é um mausoléu tetrastilo em excelente estado de conservação, assente num envasamento retangular com 4 por 5 metros,  semelhante a uma cela de um templo, e precedido por quatro colunas coríntias; o conjunto é encimado por um entablamento simples composto por uma arquitrave e um frontão. O terceiro mausoléu é hexagonal e assenta sobre um envasamento com três degraus e é composto por dois andares, cada um deles rematado por uma cornija.

### Outros edifícios
O teatro, que não se apoia numa elevação natural do solo, não foi ainda completamente desenterrado. Contudo, aparenta ser de dimensões comparáveis ao de Bula Régia.
A cidadela bizantina mede 200 por 110 metros e é composta por uma muralha com várias torres.
O chamado edifício ou monumento "das manjedouras" ou "dos bebedouros" (em francês: monument à auges), cuja função é tema de debate desde o século XIX, deve o seu nome a duas filas de cubas de pedra colocados a um metro de altura sobre as arcaturas daquilo que parece uma nave central. O edifício tem forma retangular, com 17 por 22 metros e está dividido em três partes — uma abside a leste, três pequenas salas a oeste e uma divisão principal ao centro. Esta última seria originalmente coberta por uma abóbadas de aresta e é constituída por três salas separadas por duas linhas de oito cubas em pedra cada uma (que dão o nome ao edifício) por cima das quais há duas arcadas bem conservadas. Inicialmente identificada como uma igreja, poderá ter sido um edifício público e a sala "das manjedouras" pode ter sido um local de cobrança de impostos.